# Live in San Diego
Live in San Diego  —subtitulado With Special Guest JJ Cale— es un álbum en directo del músico británico Eric Clapton, programado para ser publicado el 30 de septiembre de 2016 por la compañía discográfica Reprise Records. El álbum fue grabado en el Ipayone Center de San Diego (California) durante la gira de promoción del álbum The Road to Escondido e incluye la participación del músico estadounidense JJ Cale en seis canciones, así como de Robert Cray, Doyle Bramhall II y Derek Trucks.

## Lista de canciones
| N.º | Título                                   | Escritor(es)                  | Duración |  |
| 1.  | «Tell the Truth»                         | Eric Clapton · Bobby Whitlock |          |  |
| 2.  | «Key to the Highway»                     | Charlie Segar                 |          |  |
| 3.  | «Got to Get Better in a Little While»    | Eric Clapton                  |          |  |
| 4.  | «Little Wing»                            | Jimi Hendrix                  |          |  |
| 5.  | «Anyday»                                 | Eric Clapton · Bobby Whitlock |          |  |
| 6.  | «Anyway the Wind Blows» (con J. J. Cale) | J. J. Cale                    |          |  |
| 7.  | «After Midnight» (con J. J. Cale)        | J. J. Cale                    |          |  |
| 8.  | «Who Am I Telling You?» (con J. J. Cale) | J. J. Cale                    |          |  |
| 9.  | «Don't Cry Sister» (con J. J. Cale)      | J. J. Cale                    |          |  |
| 10. | «Cocaine» (con J. J. Cale)               | J. J. Cale                    |          |  |
| 11. | «Motherless Children»                    | Blind Willie Johnson          |          |  |
| 12. | «Little Queen of Spades»                 | Robert Johnson                |          |  |
| 13. | «Further On up the Road»                 | Don Robey · Joe Medwick       |          |  |
| 14. | «Wonderful Tonight»                      | Eric Clapton                  |          |  |
| 15. | «Layla»                                  | Eric Clapton · Jim Gordon     |          |  |
| 16. | «Crossroads» (con Robert Cray)           | Robert Johnson                |          |  |

## Personal
- Eric Clapton – guitarras y voz.
- J. J. Cale – voz y guitarra (temas 6, 7, 8, 9, 10 y 15)
- Robert Cray – voz y guitarra (tema 16)
- Doyle Bramhall II – guitarra y coros.
- Derek Trucks – guitarra slide.
- Willie Weeks – bajo.
- Steve Jordan – batería.
- Chris Stainton – teclados.
- Tim Carmon – teclados.
- Michelle John – coros.
- Sharon White – coros.